# Koszykówka na Igrzyskach Europejskich 2019
Zawody koszykarskie w ramach Igrzysk Europejskich 2019 odbyły się w dniach 21-24 czerwca 2019 r. w Palova Arena w Mińsku. Mecze rozgrywano w wariancie koszykówki 3x3, a zarówno w turniejach męskich, jak i kobiecych było szesnaście drużyn. Każdy zespół składał się z czterech graczy, z których trzech mogło pojawić się na boisku w dowolnym momencie. 
W tych samych dniach w Amsterdamie w Holandii rozegrano Mistrzostwa świata FIBA 3x3 2019. 

## Kwalifikacja
Narodowe komitety olimpijskie mogły wystawić po jednej drużynie mężczyzn, oraz kobiet z czterema zawodnikami. Kraj gospodarza kwalifikował się automatycznie w każdym turnieju, podobnie jak piętnaście innych drużyn w światowym rankingu Federacji FIBA 3x3.  

### Zakwalifikowane zespoły
| Kwalifikacja jako          | Data kwalifikacji   | Mężczyźni | Kobiety |
| -------------------------- | ------------------- | --- | --- |
| Gospodarz                  | -                   | Białoruś | Białoruś |
| Ranking Federacji FIBA 3x3 | 1 listopada 2018 r. | Serbia Rosja Łotwa Słowenia Ukraina Litwa Holandia Polska Estonia Rumunia Francja Czechy Turcja Włochy Andora | Ukraina Francja Rosja Andora Holandia Węgry Rumunia Włochy Czechy Szwajcaria Łotwa Hiszpania Estonia Niemcy Serbia |
| Ogółem                     | Ogółem              | 16 | 16 |

## Medaliści i medalistki
| Konkurencja      | Złoto   | Srebro  | Brąz     |
| ---------------- | ------- | ------- | -------- |
| Turniej mężczyzn | Rosja   | Łotwa   | Białoruś |
| Turniej kobiet   | Francja | Estonia | Białoruś |

## Źródła
1. ↑  Men's ranking
2. ↑  Women's ranking